# Aragónia (autonóm közösség)
Aragónia (spanyolul és aragónul: Aragón, katalánul: Aragó) Spanyolország egyik autonóm közössége. Területe nagyrészt az Ebro-medencében fekszik, amit északon a Pireneusok, délnyugaton a Meseta külső pereme fog közre. A Földközi-tenger felé a Katalóniai-hegység zárja le.

## Földrajz

### Domborzata
Egyhangú dombvidék, kissé komor jelleggel, körös-körül hegyek övezik. Tájai:
- Felső-Aragónia: a Pireneusok hegyei magasodnak itt. Lélegzetelállító táj mélyen bevágott völgyekkel, kis falvakkal.
- Ebro-medence: feltöltődött tengeröböl. A folyó teraszain a talaj sós, a növényzet sztyepp jellegű.
- Alsó-Aragónia: az Ebro völgyétől délre elterülő dombvidék (Piedra, Daroca, Alcaniz) szőlőhegyekkel és oliva-ültetvényekkel. Jellemzőek a sziklaszirtekre épült függőfalvak. Része a Montes Universales: Teruel magasföldjei tartoznak ide, itt ered pár folyó: a Guadalquivir, a Turia és a Tajo.

### Éghajlata
Az autonóm közösség klímája kontinentális, rendkívül száraz nyárral, melyben a fojtogató, forró calina (ún. szárazlégköri homály) telepszik rá a szürkés síkságokra.

## Történelem

A Pireneusi-félsziget a 15. század elején

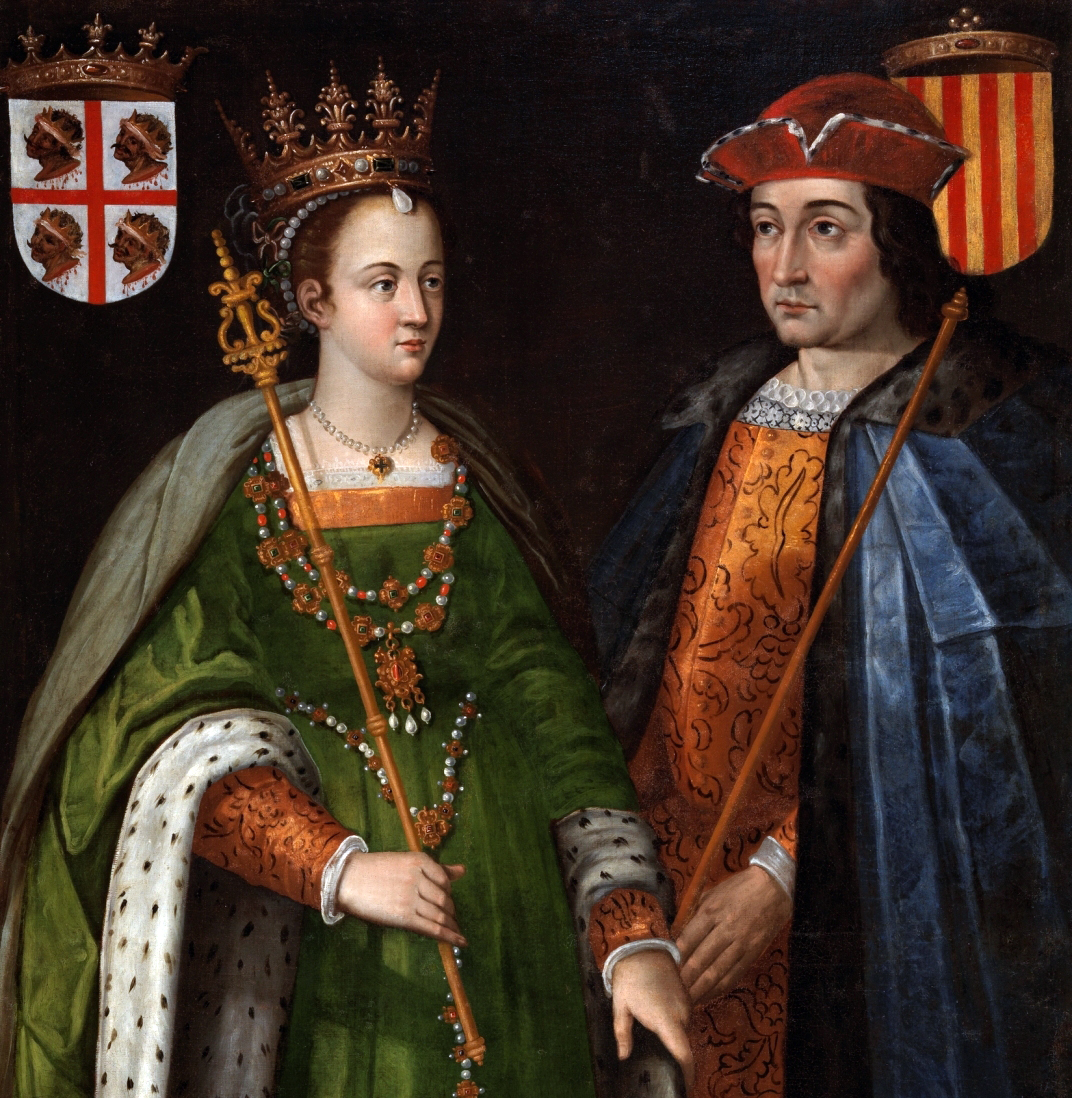
Petronila és IV. Rajmund Berengár

A római uralom megszűnése után a nyugati gótok birtokába jutott, a 8. században a terület nagy része az araboké (mórok) lett, majd Kasztíliával együtt keresztény uralom alá került.
Navarral része volt 1035-ig. Innen indult el az ibériai földek keresztény visszahódítása az araboktól, a reconquista.
Miután 1137-ben dinasztikus módon egyesült Katalóniával, a Barcelonai-ház uralma alatt Európa, és különösen a Mediterráneum egyik nagyhatalmává vált. Birtokolta a Baleár-szigeteket, Korzikát, Szardíniát, egy ideig hozzá tartozott a Nápolyi Királyság és vele Szicília, Athén környéke Görögországban, kisebb területek Észak-Afrikában a Barbár-parton és Dél-Franciaországban; ide értve Montpellier városát is. Területének szétdaraboltsága miatt azonban soha nem válhatott egységes birodalommá; mindvégig kisebb, többé-kevésbé önálló királyságok laza, dinasztikus szövetsége maradt.

### Magyar vonatkozások
Az Árpád-ház és az Aragón Korona között két dinasztikus házasság köttetett a 12. és a 13. században. 
II. (Tiszta) Alfonz lánya, Konstancia III. Béla fiához, Imre királyhoz (1196–1204) ment hozzá 1198-ban. 
A II. András második feleségétől, Courtenay Jolántól született lánya, Jolán pedig I. (Hódító) Jakab felesége lett 1235-ben.
Ez utóbbi frigyhez kapcsolódik egy irodalmi alkotás. A 14. században született Magyarország királyának leánya (La filla del rei D'Hongria) című középkori katalán nyelven íródott legendát Jolán Barcelonába érkezése ihlette meg.  
Az Aragón Korona Országai volt az egyetlen olyan hispániai (spanyol-katalán) terület, amelyet középkori magyar uralkodó felkeresett: Luxemburgi Zsigmond király látogatott az akkor Katalóniához tartozó Perpignanba a konstanzi zsinat idején 1415-ben az aragón királyi párhoz, I. Ferdinánd királyhoz és Alburquerquei Eleonóra királynéhoz.

## Kultúra
- Jota tánc, Liszt Ferenc is feldolgozta a Spanyol rapszódia című művében
- Goya, a felvilágosodás legkiemelkedőbb spanyol festője
- Luis Buñuel, Spanyolországban úttörő volt a szürrealista film megteremtésében, Andalúziai kutya, Las Hurdes, melyet Mexikóba is továbbvitt (Öldöklő angyal, ...)
- Jesús Moncada, Mequinenzában született író, akinek műveit több mint 20 nyelvre lefordították

## Népesség
A terület ritkán lakott, csekély számú településsel, és ezek is a folyó partján fekszenek. Székhelye Zaragoza egy huertán fejlődött ki, mandula, olajbogyó, füge és bor terem itt.
Jelentős városai: 
- Zaragoza a tartomány fővárosa.
- Huesca a Pireneusok lábánál fekszik páratlanul szép természeti környezetben.
- Teruel városa hosszú ideig arab uralom alatt állt, a mudéjar építészet példáival hívja fel magára a figyelmet. Különösen székesegyháza, továbbá a San Martín, a San Pedro és a Salvador templom kiemelkedő.

Aragónia eredeti nyelve az aragón, amelyet ma már csak a lakosság töredéke beszél. Az aragónok zöme a századok során áttért a spanyol nyelvre. Katalánul Aragonia Katalóniához közel eső területén beszélnek.

## Közigazgatás

### Tartományok
Tartományainak (provincia) száma három. 
- Zaragoza tartomány – közigazgatási székhelye: Zaragoza,
- Huesca tartomány – közigazgatási székhelye: Huesca,
- Teruel tartomány – közigazgatási székhelye: Teruel.

### Járások
Járásainak (comarcas) rendszere:
Aragónia összesen 33 járásból áll. 
| Nº | Járás                   | Terület (km²) | Lakosság (2006) | Népsűrűség (fő/km²) | Közigazgatási központ(ok)     | Tartomány(ok)          |
| -- | ----------------------- | ------------- | --------------- | ------------------- | ----------------------------- | ---------------------- |
| 01 | Jacetania               | 1857,9        | 18 166          | 9,8                 | Jaca                          | Huesca/Zaragoza        |
| 02 | Alto Gállego            | 1359,8        | 13 457          | 9,9                 | Sabiñánigo                    | Huesca                 |
| 03 | Sobrarbe                | 2202,7        | 7293            | 3,3                 | Aínsa y Boltaña               | Huesca                 |
| 04 | Ribagorza               | 2459,8        | 12 811          | 5,2                 | Graus y Benabarre             | Huesca                 |
| 05 | Cinco Villas            | 3062,5        | 33 154          | 10,8                | Ejea de los Caballeros        | Zaragoza               |
| 06 | Hoya de Huesca          | 2525,6        | 64 531          | 25,6                | Huesca                        | Huesca/Zaragoza        |
| 07 | Somontano de Barbastro  | 1166,6        | 23 464          | 20,1                | Barbastro                     | Huesca                 |
| 08 | Cinca Medio             | 576,7         | 23 072          | 40,0                | Monzón                        | Huesca                 |
| 09 | La Litera               | 733,9         | 18 847          | 25,7                | Binéfar y Tamarite de Litera  | Huesca                 |
| 10 | Monegros                | 2764,4        | 20 896          | 7,6                 | Sariñena                      | Huesca/Zaragoza        |
| 11 | Bajo Cinca              | 1419,6        | 23 366          | 16,5                | Fraga                         | Huesca/Zaragoza        |
| 12 | Tarazona y el Moncayo   | 452,4         | 14 575          | 32,2                | Tarazona                      | Zaragoza               |
| 13 | Campo de Borja          | 690,5         | 14 524          | 21,0                | Borja                         | Zaragoza               |
| 14 | Aranda                  | 561,0         | 7681            | 13,7                | Illueca                       | Zaragoza               |
| 15 | Ribera Alta del Ebro    | 416,0         | 24 875          | 59,8                | Alagón                        | Zaragoza               |
| 16 | Valdejalón              | 933,3         | 26 437          | 28,3                | La Almunia de Doña Godina     | Zaragoza               |
| 17 | Zaragoza                | 2288,8        | 702 662         | 307,0               | Zaragoza                      | Zaragoza               |
| 18 | Ribera Baja del Ebro    | 989,9         | 9197            | 9,3                 | Quinto                        | Zaragoza               |
| 19 | Bajo Aragón-Caspe       | 997,3         | 13 606          | 13,6                | Caspe                         | Zaragoza               |
| 20 | Comunidad de Calatayud  | 2518,1        | 40 327          | 16,0                | Calatayud                     | Zaragoza               |
| 21 | Campo de Cariñena       | 772,0         | 10 580          | 13,7                | Cariñena                      | Zaragoza               |
| 22 | Campo de Belchite       | 1043,8        | 5196            | 5,0                 | Belchite                      | Zaragoza               |
| 23 | Bajo Martín             | 795,2         | 7252            | 9,1                 | Híjar                         | Teruel                 |
| 24 | Campo de Daroca         | 1117,9        | 6594            | 5,9                 | Daroca                        | Zaragoza               |
| 25 | Jiloca                  | 1932,1        | 13 972          | 7,2                 | Calamocha y Monreal del Campo | Teruel                 |
| 26 | Cuencas Mineras         | 1407,6        | 9476            | 6,7                 | Montalbán y Utrillas          | Teruel                 |
| 27 | Andorra-Sierra de Arcos | 675,1         | 11 123          | 16,5                | Andorra                       | Teruel                 |
| 28 | Bajo Aragón             | 1304,2        | 29 128          | 22,3                | Alcañiz                       | Teruel                 |
| 29 | Comunidad de Teruel     | 2791,6        | 45 313          | 16,2                | Teruel                        | Teruel                 |
| 30 | Maestrazgo              | 1204,3        | 3737            | 3,1                 | Cantavieja                    | Teruel                 |
| 31 | Sierra de Albarracín    | 1414,0        | 4912            | 3,5                 | Albarracín                    | Teruel                 |
| 32 | Gúdar-Javalambre        | 2351,6        | 8574            | 3,6                 | Mora de Rubielos              | Teruel                 |
| 33 | Matarraña               | 933,0         | 8673            | 9,3                 | Valderrobres y Calaceite      | Teruel                 |
| -  | Aragónia összesen:      | 47 719,2      | 1 277 471       | 26,8                | Zaragoza                      | Huesca/Zaragoza/Teruel |

## Gazdaság
Aragóniában a só- és gipsztartalom miatt terméketlen a talaj. A félsivatag–sztyepp jellegű tájon főleg silány juhlegelőket találunk. Gabonát és zöldségeket a folyók, főként az Ebro és a Segre partvidékén termesztenek. Öntözésre csak az Ebro vonalát követő, 90 km hosszú Császár-csatorna alkalmas. Öntözéses mezőgazdasága és állattenyésztése mellett az élelmiszeripar és a bányászat ad megélhetést lakóinak.